# ورك فحجاء
ورك فحجاء هو تشوه في الورك، حيث يتم تقليل زاوية بين الرأس وجدل الفخذ إلى أقل من 120درجة .ذلك يُنتج قدم قصيرة، وتطوير للطرف. ذلك عادة بسبب إصابة مثل الكسر. ويحدث أيضاً عندما تكون أنسجة العظم في عنق الفخذ رخوة أكثر من الطبيعي، مما يسبب ثنيها تحت ثقل الجسم. وذلك أما أن يكون خلقيا أو نتيجة لاضطراب العظم. والسبب الشائع لورك فحجاء اما خلقيا أو خطأ في التطور.
الأسباب الشائعة الأخرى تتضمن أمراض العظام الايضية (مثل مرض باجيت للعظم)، تشوه مابعد بيرث، التهاب العظم والنقي ،مابعد الصدمة (نتيجة للالتئام غير الصحيح للكسر بين المدور الكبري والصغري). تشوه شيفارد كروك هو شكل حاد لورك الفحجاء حيث الفخذ القريب يكون أكثر تشوها مع نقص الزاوية بين العنق والجدل لأقل من 90درجة. ذلك تتابع شائع لنقص تكون العظم، مرض باجيت،الورم، وحالات شبيهه بالورم مثل خلل التنسج الليفي.
ورك فحجاء يمكن أن يحدث في خلل التعظم الترقوي القحفي.

## التشريح
خلال التطور الهيكلي المبكر، صفيحة النمو الشائعة تخدم كلا من المدور الكبري ومشاشة الفخذ. صفيحة النمو تنقسم كلما استمر النمو في توازن حيث يحسن صفيحة النمو الفخذي وتصنع زاويه طبيعية بين الجدل والعنق (الزاوية بين جدل الفخذ وعنقه) .الزاوية الموازيه عند البلوغ هي 135+_7درجات .زاويه أخرى تستخدم كمقياس لورك فحجاء وهي الزاوية العنقية الفخذية حيث تبلغ 35درجة عند الطفولة، وتزداد إلى 45 درجة بعد البلوغ.

## ورك فحجاء المتطور
السبب الأكثر شيوعا هو: عيب أساسي للتعظم داخل الغضروف للجانب الانسي لعنق الفخذ
.فرط الضغط داخل الرحم على تطوير ورم الجنين
السكتة الدماغية الوعائية
النضوخ الخاطئ للغضروف والعظم المشاشي لعنق الفخذ
الميزة السريرية: تواجدها بعد مشي الطفل قبل ان يبدأ سن 6 سنوات . يرتبط عادة بالفخذ غير المؤلم بسبب ضعف العضلة المبعدة وطول الطرف المتناقض.
ان كان هنالك تورط لكلا الجانبين، يكون لدى الطفل مشية التمايل أو مشية تراند مع زيادة القعس القطني. المدور الكبري يكون بارزا عند الجس.
الأشعة السينية: تقليل زاوية العنق والجدل، زيادة زاوية الفخذ العنقي، صفيحة النمو الرأسي، قصر عنق الفخذ في الانقلاب الامامي للفخذ.
العلاج:زاوية HE 45-60 درجة للملاحظة والمتابعة الدورية.
دواعي الجراحة: زاوية HE أكثر من 60درجة، تشوه تدريجي، زاوية عنق -الجدل للفخذ اقل من90درجة، تطور مشية تراند
الجراحة: قطع عظم فحجاء تحت المدور مع دوران داخلي مناسب للجزء البعيد لتصحيح الانقلاب الامامي هو مضاعفات متكرره شائعه.
إذا تم تقليل زاويه HE لاقل من38درجه فهي دليل اقل لتكرار الحالة، فان الرباط السنبلي بعد الجراحه يتستخدم لمدة 6-8اسابيع. ورك فحجاء يشاهد أيضا في مرض نيمان بيك .

## ورك فحجاء الخلقي
وجوده عند الولادة نادرا، ويرتبط بالحالات الشاذة الخلقية الأخرى مثل: عوز بؤري للفخذ القريب، انعدام نصف شظوي، شذوذ في أماكن أخرى للجسم مثل خلل ترقوي قحفي. تشوه الفخذ موجود في منطقة تحت المدور حيث ينحني العظم. تصبح القشرة سميكة وترتبط مع رصعة الجلد.الدوران الخارجي للفخذ مع تشوه فحجاء يمكن ملاحظته .هذه الحالة لا تتحسن وتتطلب تدخل جراحي
التدخل الجراحي يتضمن استئصال عظم الفحجاء لتحسين الميكانيكا الحيوية وطول وران العظم لتصحيح الانكفاء والتطويل.

## المصدر
Coxa_vara